# Miou-Miou
Miou-Miou, pe numele adevărat Sylvette Herry, (n. 22 februarie 1950, Paris, Île-de-France, Franța) este o actriță de film și de teatru franceză. Printre cele mai cunoscute filme ale sale se numără Aventurile rabinului Jacob, Ferma suspiciunilor, Fără probleme! (1975) și Concertul (2009).
A fost nominalizată de zece ori pentru César ca cea mai bună actriță dar a câștigat o singură dată, cu filmul La Dérobade (1980). 

## Biografie

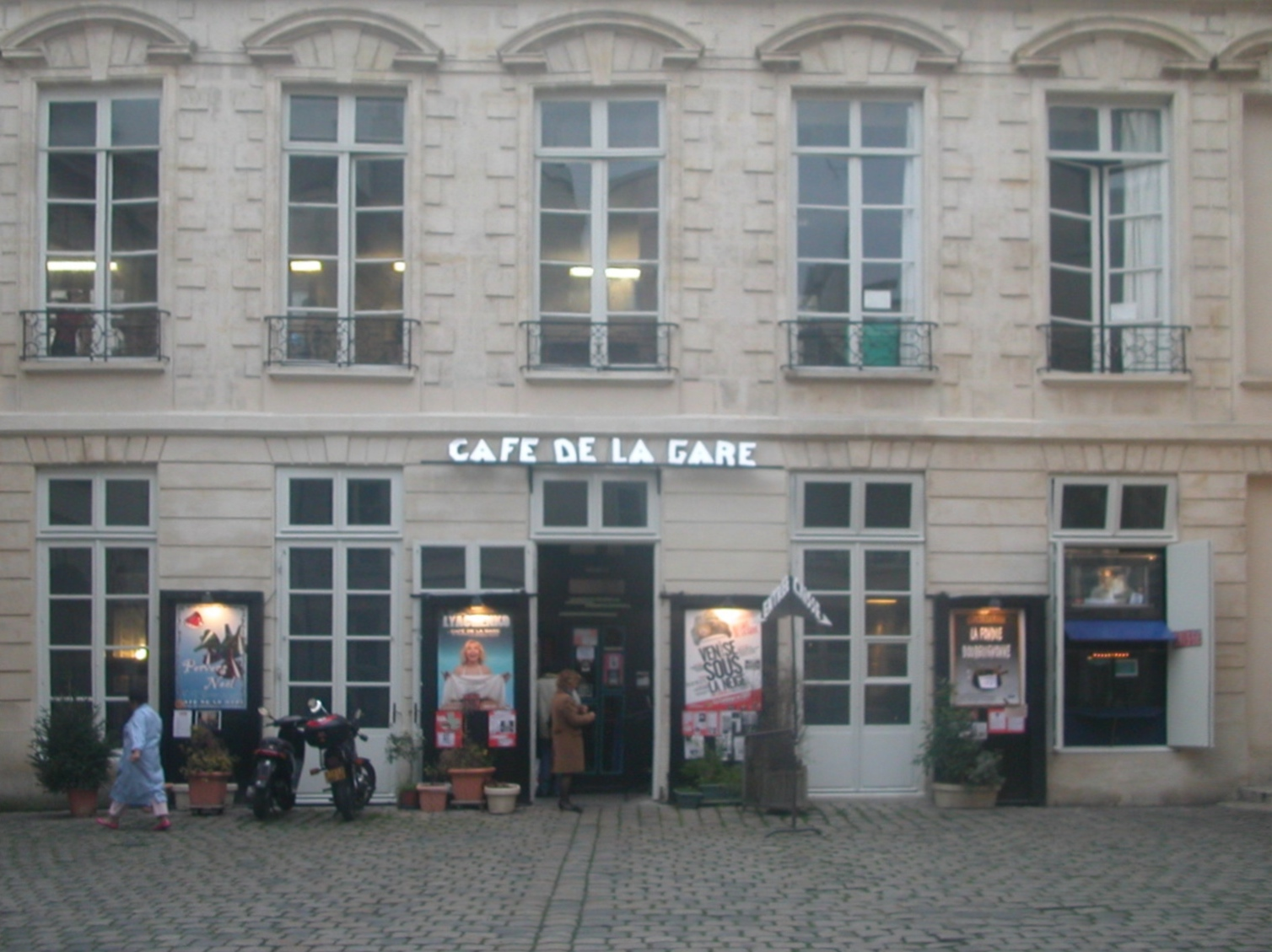
Café de la Gare în 2013

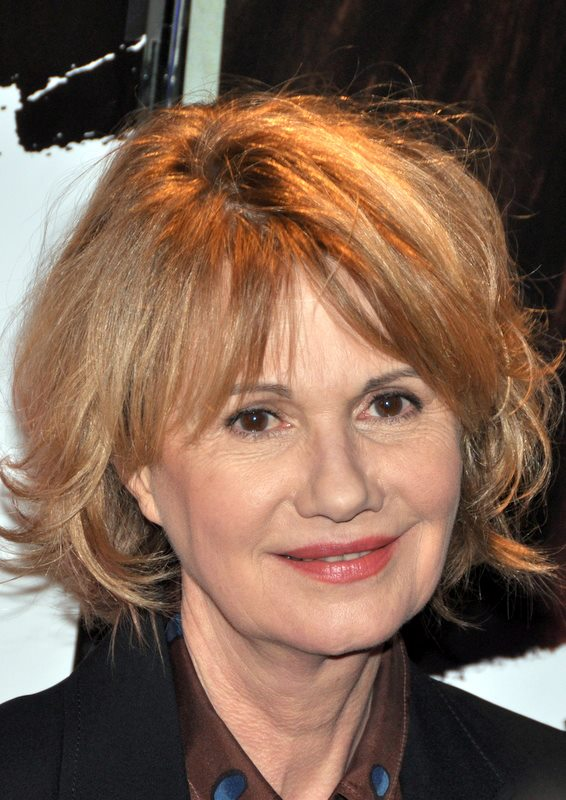
Miou-Miou în 2013

Sylvette Herry s-a născut la Paris. Fiind de origine bretonă, bunicii săi au locuit în Plouénan, lângă Morlaix, în Finistère. Aparținând clasei de mijloc, tatăl ei a fost gardian de pace (brigadier de poliție) la Prefectura de Poliție din Paris, iar mama ei a lucrat în Les Halles.
La 16 ani, pentru a putea lucra și a deveni independentă, a început o pregătire în vederea obținerii unui certificat de aptitudini profesionale (fr: CAP), în domeniul tapițeriei..
Debutul la făcut la Café de la Gare (Teatru-cafenea), iar numele ei de scenă i-a fost atribuit de Coluche („referire zeflemisitoare la vocea ei dulce și ușor mieunată”), care a folosit apoi porecla „Miau”. De asemenea, a pozat la începutul anilor 1970, în fotoromanele ziarului Hara-Kiri, în timp ce și-a făcut debutul în cinema.
A apărut în diverse comedii, semnate de Lautner sau Oury, și a întruchipat-o pe fiica lui Louis de Funès în filmul Aventurile rabinului Jacob care a avut un mare succes. De asemenea, a jucat un mic rol în Ferma suspiciunilor al lui Jean Chapot, alături de Alain Delon și Simone Signoret. Cu filmul Les Valseuses de Bertrand Blier, lansat în Franța în 1974, a devenit o vedetă, la fel ca și partenerii săi Patrick Dewaere și Gérard Depardieu.
După Les Valseuses, Miou-Miou a alternat între cinematografia populară și cea de autor. Pe partea populară a apărut în mai multe comedii de Georges Lautner (Fără probleme!, On aura tout vu), precum și în comedia western Un genio, due compari, un pollo realizat de Sergio Leone. De asemenea, a efectuat turnee împreună cu Jacques Doillon, Bertrand Blier, Maurice Dugowson, Marco Bellocchio, Alain Tanner.
În 1977 l-a întâlni pe Depardieu în filmul lui Claude Miller Dites-lui que je l'aime. Doi ani mai târziu, joacă o prostituată care dorește să se elibereze de proxenetul ei în La Dérobade, rol pentru care obține în 1980 César pentru cea mai bună actriță. În anul următor, ea a fost una dintre primele actrițe care a interpretat un inspector de poliție în filmul La femme flic de Yves Boisset.
În 1983, împreună cu Isabelle Huppert, a interpretat unul dintre rolurile principale în filmul Coup de foudre, o operă autobiografică produsă de Diane Kurys. În 1986 ea a revenit la Bertrand Blier pentru Tenue de soirée, un film care a reînviat spiritul din Les Valseuses. Doi ani mai târziu, ea a jucat rolul principal în comedia manierelor La Lectrice de Michel Deville.
Deși a fost nominalizată de zece ori la premiul César pentru cea mai bună actriță, Miou-Miou nu a participat niciodată la ceremonia César și nici nu a căutat vreo onoare, declarând: „La César, nu mă duc niciodată; onorurile, nu-mi pasă”.

## Filmografie selectivă

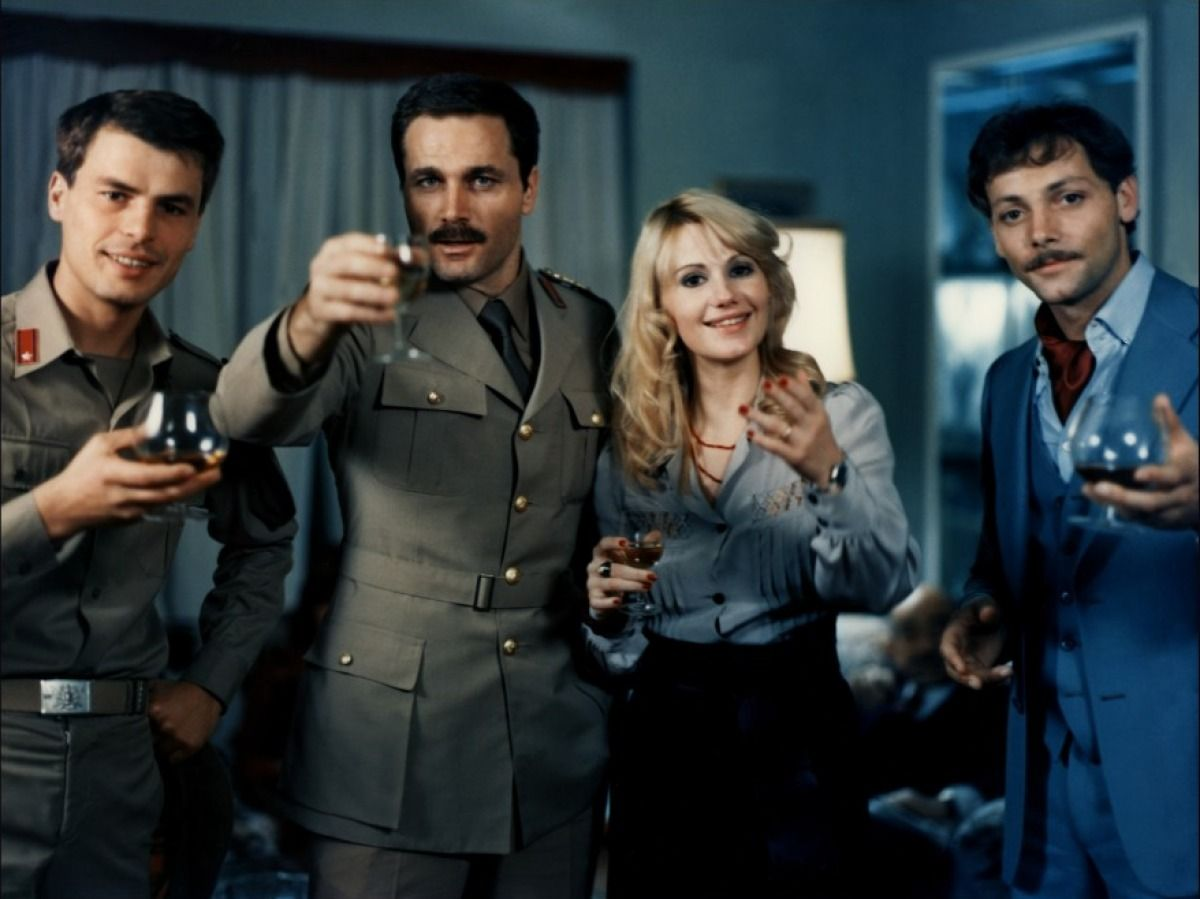
Michele Placido, Franco Nero, Miou-Miou și Patrick Dewaere în Marșul triumfal (1976)

- 1971 Evadarea (La Cavale), regia Michel Mitrani
- 1971 La Vie sentimentale de Georges le tueur, regia Daniel Berger (scurtmetraj)
- 1973 Quelques messieurs trop tranquilles, regia Georges Lautner
- 1973 Ferma suspiciunilor de (Les Granges Brûlées), regia Jean Chapot
- 1973 Aventurile rabinului Jacob (Les Aventures de Rabbi Jacob), regia Gérard Oury
- 1973 Navetă la periferie (Elle court, elle court la banlieue), regia Gérard Pirès
- 1974 Oușoarele (Les Valseuses), regia Bertrand Blier
- 1975 Nicio problemă! (Pas de problème !), regia Georges Lautner
- 1975 Un génie, deux associés, une cloche (Un Genio, due compari, un pollo), regia Damiano Damiani
- 1976 Marșul triumfal (Marcia trionfale), regia Marco Bellocchio
- 1976 Cu dragoste și apă rece (D'amour et d'eau fraîche), regia Jean-Pierre Blanc
- 1976 Cu F... de la Fairbanks (F... comme Fairbanks), regia Maurice Dugowson
- 1976 Ce-ar mai fi de văzut (On aura tout vu), regia Georges Lautner
- 1977 Spune-i că o iubesc (Dites-lui que je l'aime), regia Claude Miller
- 1978 Drumurile sudului (Les Routes du sud), regia Joseph Losey
- 1979 La revedere, pe luni (Au revoir à lundi), regia Maurice Dugowson
- 1979 Fenta (La Dérobade), regia Daniel Duval
- 1980 Polițista (La Femme flic), regia Yves Boisset
- 1982 Guy de Maupassant, regia Michel Drach
- 1982 Josepha, regia Christopher Frank
- 1983 Atenție, o femeie poate să nu fie ceea ce pare! (Attention, une femme peut en cacher une autre !), regia Georges Lautner
- 1983 Dragoste la prima vedere (Coup de foudre), regia Diane Kurys
- 1984 Zborul Sfinxului (Le Vol du Sphinx), regia Laurent Ferrier
- 1986 Ținută de seară (Tenue de soirée), regia Bertrand Blier
- 1988 Cititoarea (La Lectrice), regia Michel Deville
- 1990 Milou în mai (Milou en mai), regia Louis Malle
- 1991 S-a întors Neceiaev (Netchaïev est de retour), regia Jacques Deray
- 1991 Spionaj în familie (La Totale !), regia Claude Zidi
- 1992 Balul aiuriților (Le Bal des casse-pieds), regia Yves Robert
- 1993 Germinal, regia Claude Berri
- 1993 Tango, regia Patrice Leconte
- 1994 Montparnasse-Pondichéry, regia Yves Robert
- 1994 Un indian în oraș (Un Indien dans la ville), regia Hervé Palud
- 1996 Mă lasă nevasta! (Ma femme me quitte), regia Didier Kaminka
- 1996 A opta zi (Le Huitième Jour), regia Jaco Van Dormael
- 1997 Curățătorie chimică (Nettoyage à sec), regia Anne Fontaine
- 1998 Lovitură sub centură (Hors jeu), regia Karim Dridi
- 2000 Totul e în regulă, am plecat (Tout va bien, on s'en va), regia Claude Mouriéras
- 2004 După-amiaza domnului Andesmas (L'Après-midi de Monsieur Andesmas), regia Michelle Porte
- 2009 Concertul, regia Radu Mihaileanu
- 2012 Populaire, regia Régis Roinsard
- 2013 Arrêtez-moi, regia Jean-Paul Lilienfeld
- 2018 Pupille, regia Jeanne Herry

## Premii și nominalizări

### Premii
- 1980: César pentru cea mai bună actriță pentru filmul La Dérobade
- 1998: Premiul Lumières pentru cea mai bună actriță pentru Nettoyage à sec

### Nominalizări
- 1977: nominalizare la César pentru cea mai bună actriță pentru filmul F comme Fairbanks
- 1978: nominalizare la César pentru cea mai bună actriță pentru filmul Dites-lui que je l'aime
- 1983: nominalizare la César pentru cea mai bună actriță pentru filmul Josépha
- 1984: nominalizare la César pentru cea mai bună actriță pentru filmul Coup de foudre
- 1987: nominalizare la César pentru cea mai bună actriță pentru filmul Tenue de soirée
- 1989: nominalizare la César pentru cea mai bună actriță pentru filmul La Lectrice
- 1991: nominalizare la César pentru cea mai bună actriță pentru filmul Milou en mai
- 1994: nominalizare la César pentru cea mai bună actriță pentru filmul Germinal
- 1998: nominalizare la César pentru cea mai bună actriță pentru filmul Nettoyage à sec

## Precizări
Articol preluat din Wikipedia franceză.